# Ciudad deportiva de Plasencia
La ciudad deportiva de Plasencia, o estadio Francisco Gil Valle desde 2021, es el nombre del actual estadio oficial de la Unión Polideportiva Plasencia y la A. D. Ciudad de Plasencia C. F., construido en 1960. Con una capacidad para 3800 espectadores, en él se disputan partidos oficiales de la Primera División Extremeña aunque hasta la temporada 2022-23 acogió partidos de Tercera Federación.
El estadio está compuesto por dos tribunas de graderío con sombra de 1200 y 1200 espectadores cada una y un graderío de fondo norte sin techar de algo más de 1000 espectadores, contando además con una pista de atletismo que rodea el terreno de juego. Dentro del estadio se encuentran las oficinas del club, los correspondientes bares, almacenes y una sala de prensa, en 2006 la Ciudad Deportiva fue expandida con la creación de nuevos terrenos de juego.